# Ebru Elhan
Ebru Elhan (née Bayram le 14 février 1982 à Kayseri) est une ancienne joueuse de volley-ball turque. Elle mesure 1,85 m et jouait au poste de réceptionneuse-attaquante. Elle a totalisé 70 sélections en équipe de Turquie.

## Clubs
| Club                   | De        | À         |
| ---------------------- | --------- | --------- |
| Güneş Sigorta İstanbul | 1998-1999 | 1999-2000 |
| Bursaspor              | 2000-2001 | 2000-2001 |
| Yeşilyurt İstanbul     | 2001-2002 | 2002-2003 |
| VB Günes Sigorta       | 2003-2004 | 2005-2006 |
| Emlak TOKI Ankara      | 2006-2007 | 2006-2007 |
| Türk Telekom Ankara    | 2007-2008 | 2008-2009 |
| Galatasaray İstanbul   | 2009-2010 | 2010-2011 |
| Ereğli Belediye        | 2011-2012 | 2011-2012 |
| Anemon Hotels          | 2012-2013 | déc 2013  |

## Palmarès
- Championnat de Turquie
  - Vainqueur : 2004, 2005.
- Top Teams Cup
  - Vainqueur : 2004.